# Menuet în sol major (Paderewski)
Menuetul în sol major Op. 14 nr. 1 este o scurtă compoziție pentru pian de Ignacy Jan Paderewski, care a devenit celebră în întreaga lume, eclipsând lucrările sale majore, cum ar fi Simfonia în si minor „Polonia”, Concertul pentru pian și orchestră în la minor și opera Manru.

## Descriere
Menuetul a fost compus în 1887, prima dintre cele șase piese care compun Humoresques de concert op. 14. Setul complet este în două cărți:
Cartea I-a (à l'Antique)
- Nr. 1: Menuet
- Nr. 2: Sarabandă
- Nr. 3: Capriciu (genul Scarlatti)

Cartea a II-a (modernă)
- Nr. 4: Burlesque
- Nr. 5: Intermezzo polacco[1]
- Nr. 6: Cracovienne fantastique.

## Înregistrări
În forma sa originală ca piesă solo pentru pian, a primit un număr mare de înregistrări, de la Paderewski însuși, la Serghei Rahmaninov, Józef Hofmann, Ignaz Friedman, Shura Cherkassky, până la pianiștii de astăzi precum Roger Woodward, Stephen Hough și Adam Wodnicki.
De asemenea, a fost aranjat pentru alte instrumente:
- Fritz Kreisler l-a aranjat pentru vioară și pian și l-a înregistrat cu compozitorul la pian;
- Gaspar Cassadó l-a aranjat pentru violoncel și pian;
- Trupa John Philip Sousa a interpretat o transcriere a piesei în Rochester, NY pe 12 noiembrie 1894.[2]

## Trivia
Acest Menuet în sol major, op. 14 Nr. 1, scris în stilul lui Mozart, a devenit una dintre cele mai cunoscute melodii pentru pian din toate timpurile. Caragiale a făcut cunoscută această melodie în schița sa din 1900 Tren de plăcere.